# Alexandre Freschi
Pour les articles homonymes, voir Freschi.
Alexandre Freschi, né le 17 mai 1979 à Marmande (Lot-et-Garonne), est un homme politique français.
Maire de Castelnau-sur-Gupie à partir de 2014, il rejoint La République en marche puis est élu député dans la 2e circonscription de Lot-et-Garonne lors des élections législatives de 2017.

## Biographie
Alexandre Freschi est d'origine italienne de par ses grands-parents, immigrés de Vénétie. Il est titulaire d'un master géographie / territoires, qu'il a obtenu à l'issue d'une formation initiée en 2003 à l'université Michel de Montaigne (Bordeaux 3), puis à Paris Panthéon-Sorbonne.
Il a également suivi un cursus de droit pendant deux ans.
Il a enseigné en centre de formation durant 10 ans avant de fonder la première Société coopérative d’Intérêt collectif de Lot-et-Garonne, société à lucrativité limitée. En parallèle, avec d’autres partenaires, en 2012, il a fondé une Université populaire sur son territoire dont il devient président.
En 2014, il est élu maire de son village d’adoption, Castelnau-sur-Gupie, avant d’être élu vice-président de Val de Garonne Agglomération chargé de l’Environnement et du Cadre de vie.

### Député du Lot-et-Garonne
Dans la deuxième circonscription du Lot-et-Garonne, le 11 mai 2017, il est investi sous la bannière La République en marche. Il choisit Stéphanie Orisé-Briéda comme suppléante.
Lors du premier tour des élections législatives de 2017 en Lot-et-Garonne, avec 28,39 % des suffrages exprimés, il est le seul candidat à dépasser le seuil des 12,5 % d'inscrits sur les listes électorales. Il crée la surprise en éliminant dès ce premier acte Matthias Fekl (Parti socialiste), battu avec 17 % des voix. La faible participation ne permet pas à l’ex-ministre de l’intérieur de se maintenir en vue du second tour. Par ailleurs, il devance assez nettement Hélène Laporte (Front National) avec 20,32 %. Le quatrième homme est Emilien Roso (Les Républicains) avec 13,82 % des votes. Silvio Guigan (La France Insoumise) n'atteint pas la barre des 10%.
Au second tour, il arrive en tête avec 19 883 votes et 59,72 % contre sa rivale Front national, Hélène Laporte, battue avec 40,28 % et 13 413 voix.
Il intègre à l'Assemblée Nationale la Commission des affaires culturelles et de l'éducation et la Commission des affaires européennes.
Le 19 octobre 2017, son nom apparaît dans la liste des 13 élu(e)s à ne pas avoir déposé leur déclaration d'intérêts ou de patrimoine, à la Haute Autorité pour la transparence de la vie publique (HATVP). Sa déclaration sera finalement enregistrée effectivement sur le site de l'HATVP le 20 octobre à 3 heures du matin, suite un problème invoqué de transmissions de pièces.
Il est élu le 29 mars 2018 président de la commission d'enquête sur l'égal accès aux soins sur l'ensemble du territoire et sur l'efficacité des politiques publiques mises en œuvre pour lutter contre la désertification médicale en milieux rural et urbain.
Le 31 mai 2018, il présente en commission des affaires européennes avec André Chassaigne un rapport d'information intitulé « Une agriculture durable pour l’Union européenne ». À cette occasion, entendant dénoncer la baisse sévère annoncée du budget PAC, les députés de la commission des affaires européennes votent à l'unanimité une proposition de résolution européenne qui juge inacceptable que le nouveau budget de la PAC implique une diminution globale des aides directes et par conséquent une diminution des revenus des agriculteurs.
Sur le sujet de la laïcité, il est proche d'Aurore Bergé et de la ligne du Printemps républicain.
Arrivé troisième lors de l'élection législative en 2022, derrière des candidats RN et PS-NUPES, il refuse de se retirer. Au second tour, la candidate RN Hélène Laporte est élue.

## Résultats électoraux
| Année | Parti | Parti | Circonscription      | 1er tour | 1er tour | 2d tour | 2d tour | Issue |
| Année | Parti | Parti | Circonscription      | %        | Rang     | %       | Rang    | Issue |
| ----- | ----- | ----- | -------------------- | -------- | -------- | ------- | ------- | ----- |
| 2017  |       | LaREM | 2e du Lot et Garonne | 28,39    | 1er      | 59,72   | 1er     | Elu   |
| 2022  | 25,62 | LaREM | 2e du Lot et Garonne | 3e       | 29,81    | 3e      | Battu   |       |